# Virola kwatae
Virola kwatae, južnoameričko tropsko drvo iz Francuske Gijane i brazilske države Amapá

## Distribucija
Francuska Gijana i Brazil (Amapá).

## Uobičajeno ime
Gaan busi Mulumba (Paramaka; Sabatier 1997). Francuska Gijana: yayamadou, yayamadou montagne (kreolski) (Mitchell 2002).

## Etimologija
Poseban epitet aludira na paukove majmune ili atele (Ateles panisczis), lokalno zvane kwata, koji konzumiraju plodove ove vrste (Sabatier 1997).

## Bilješka
Virola kwatae je ranije bila poznata iz Francuske Gijane. Međutim, u nedavnoj studiji herbarijskih uzoraka u Botaničkom vrtu u New Yorku pronađena je kolekcija s voćem proizvedenim u državi Amapá u Brazilu. Prema saznanjima ovo predstavlja prvi zapis ove vrste među florom Brazila.

## Ispitani uzorci
Brazil. Amapá: Município Macapá, Rio Falsino, cca. 10 km uzvodno od ušća u Rio Araguari, 00°50'S, 51°45'W, 13. prosinca 1984. (fr), D. C. Daly et al. 3865 (MO [n.v.], NY!, SAD).